# Castlecomer
Castlecomer (Iers: Caisleán an Chomair) is een stad in de 'barony' Fassadinin, in het graafschap Kilkenny in Ierland. 
De Ierse naam is te vertalen als Het kasteel aan de samenvloeiing van de rivieren; deze rivieren zijn de Deen, Brocagh en Clohogue;  castle verwijst naar het kasteel gebouwd door de  Normandiërs in 1171. In 2006 waren er ca. 1531 inwoners.
Het plaatselijke bestuur wordt uitgeoefend door de Kilkenny County Council. Castlecomer en het omliggende gebied vormt een kiesdistrict dat tevens de plaatsen Attanagh, Ballyragget, Castlecomer, Clogh, Clogharinka, Moneenroe, Mothell en Muckalee omvat.
In de landbouw werken rond 100 personen. Het district heeft 60 boerenbedrijven. Er zijn ongeveer 4450 runderen en zo'n 770 schapen. De boerderijen produceren melk en slachtvee.

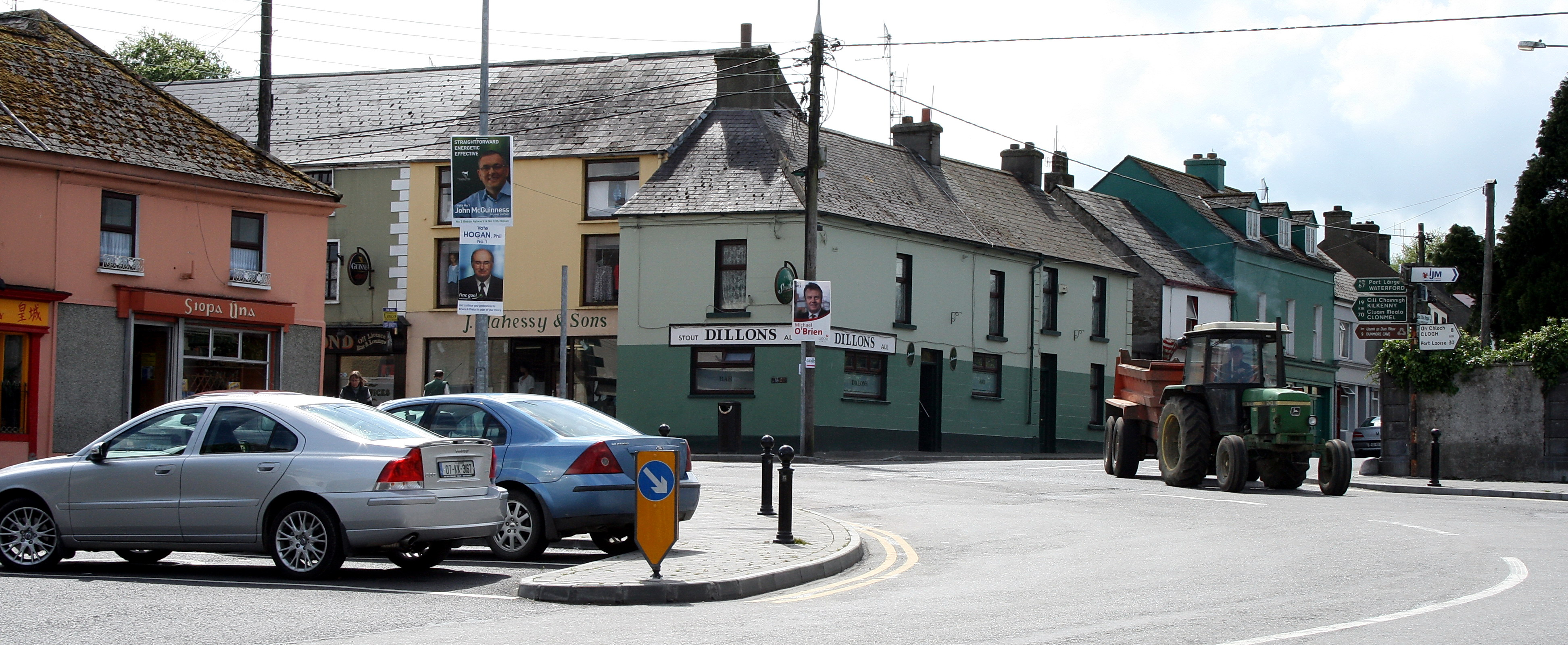
Castlecomer